# Cazalis (Gironde)
Pour les articles homonymes, voir Cazalis.
Cazalis (prononcé [kazalis] ; Casalís en gascon) est une commune du Sud-Ouest de la France, située dans le département de la Gironde en région Nouvelle-Aquitaine.
Ses habitants sont appelés les Cazalisiens.

## Géographie

### Localisation
Située dans la forêt des Landes de Gascogne ; la commune se trouve, au sud-est du département et en limite du département des Landes, à 66 km au sud-sud-est de Bordeaux, chef-lieu du département, à 28 km au sud-sud-ouest de Langon, chef-lieu d'arrondissement et à 14 km au sud de Villandraut, ancien chef-lieu de canton.

### Communes limitrophes
Les communes limitrophes en sont Lucmau à l'est, Callen (Landes) au sud-ouest, Bourideys à l'ouest et Préchac au nord.
|                 | Préchac |        |
| Bourideys       | Cazalis | Lucmau |
| Callen (Landes) |         |        |

### Géologie et relief
Le sol est sablonneux sur un plateau sédimentaire incliné et globalement plan, toutefois l'ensemble des dunes face à la mer empêche l’écoulement facile des eaux douces, ce qui amène des zones humides. Aux XVIIIe et XIXe siècles, la fixation des dunes, appelées « doucs », grâce aux travaux de Nicolas Brémontier et la plantation de la forêt des Landes de Gascogne ont transformé la région.
L'altitude minimale de la commune est de 79 mètres et l'altitude maximale de 130 mètres.

### Hydrographie
La commune est traversée par le Mouinatéou.

### Climat
Pour des articles plus généraux, voir Climat de la Nouvelle-Aquitaine et Climat de la Gironde.
Historiquement, la commune est exposée à un climat océanique aquitain.  
En 2020, Météo-France publie une typologie des climats de la France métropolitaine dans laquelle la commune est exposée à un climat océanique et est dans la région climatique  Aquitaine, Gascogne, caractérisée par une pluviométrie abondante au printemps, modérée en automne, un faible ensoleillement au printemps, un été chaud (19,5 °C), des vents faibles, des brouillards fréquents en automne et en hiver et des orages fréquents en été (15 à 20 jours).
Pour la période 1971-2000, la température annuelle moyenne est de 12,6 °C, avec une amplitude thermique annuelle de 14,3 °C. Le cumul annuel moyen de précipitations est de 942 mm, avec 12 jours de précipitations en janvier et 7,3 jours en juillet. Pour la période 1991-2020, la température moyenne annuelle observée sur la station météorologique la plus proche, située sur la commune de Cazats à 20 km à vol d'oiseau, est de 13,7 °C et le cumul annuel moyen de précipitations est de 825,5 mm,. Pour l'avenir, les paramètres climatiques de la commune estimés pour 2050 selon différents scénarios d’émission de gaz à effet de serre sont consultables sur un site dédié publié par Météo-France en novembre 2022.

## Urbanisme

### Typologie
Au 1er janvier 2024, Cazalis est catégorisée commune rurale à habitat très dispersé, selon la nouvelle grille communale de densité à sept niveaux définie par l'Insee en 2022.
Elle est située hors unité urbaine et hors attraction des villes,.

### Occupation des sols

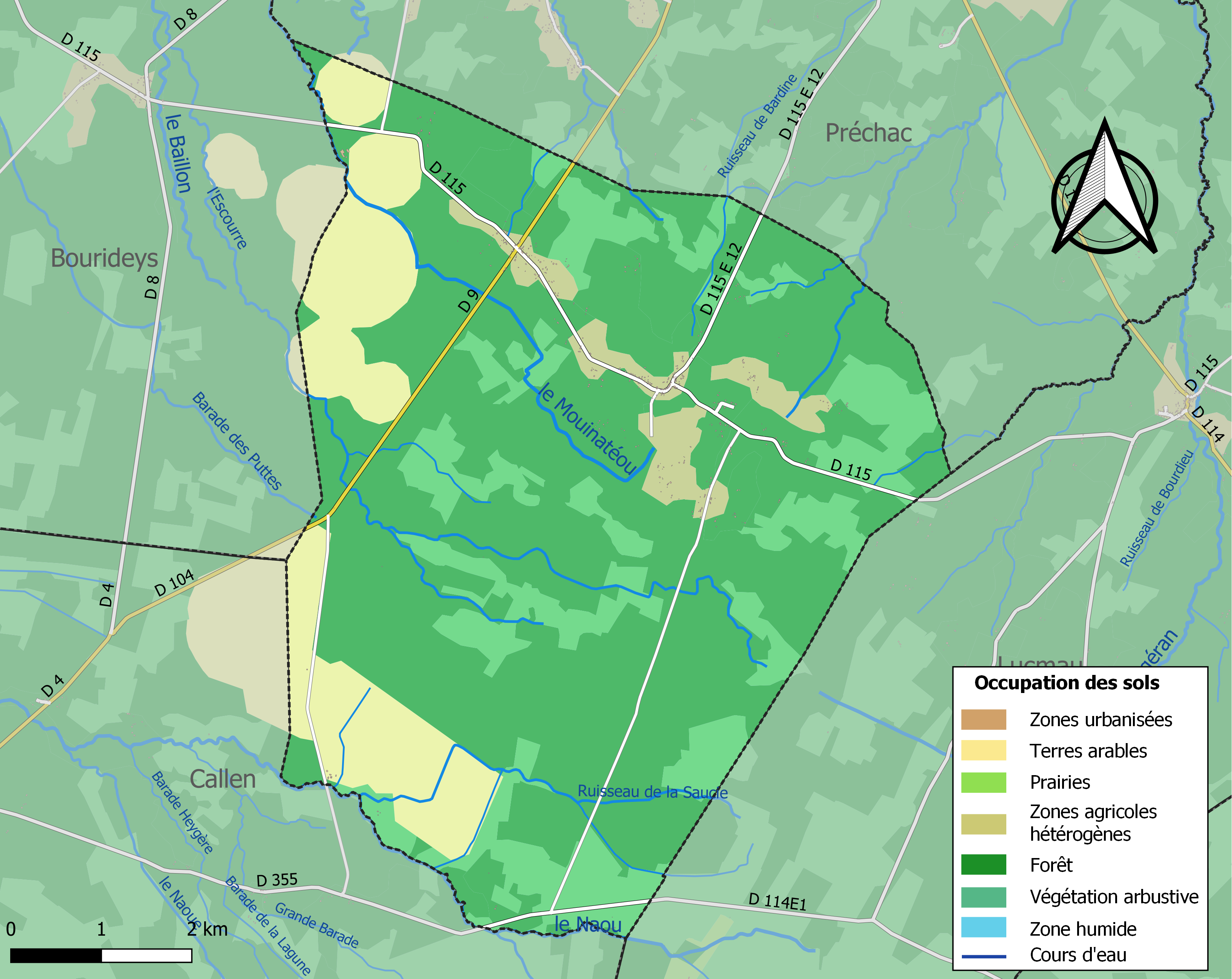
Carte des infrastructures et de l'occupation des sols de la commune en 2018 (CLC).

L'occupation des sols de la commune, telle qu'elle ressort de la base de données européenne d’occupation biophysique des sols Corine Land Cover (CLC), est marquée par l'importance des forêts et milieux semi-naturels (82,5 % en 2018), une proportion sensiblement équivalente à celle de 1990 (82,4 %). La répartition détaillée en 2018 est la suivante : 
forêts (64,2 %), milieux à végétation arbustive et/ou herbacée (18,3 %), terres arables (13,4 %), zones agricoles hétérogènes (4,2 %). L'évolution de l’occupation des sols de la commune et de ses infrastructures peut être observée sur les différentes représentations cartographiques du territoire : la carte de Cassini (XVIIIe siècle), la carte d'état-major (1820-1866) et les cartes ou photos aériennes de l'IGN pour la période actuelle (1950 à aujourd'hui).

### Habitat et logement
En 2009, le nombre total de logements dans la commune était de 151.
Parmi ces logements, 69,8 % étaient des résidences principales, 17,8 % des résidences secondaires et 12,4 % des logements vacants. Ces logements étaient pour 98,6 % d'entre eux des maisons individuelles et pour 0,7 % des appartements.
La proportion des résidences principales, propriétés de leurs occupants était de 73,5 %(contre 61,3 % en 1999).

### Voies de communication et transports
Les principales voies de communication routière qui traversent toutes deux le bourg sont la route départementale D115 qui mène vers le nord-ouest à Bourideys et vers le sud-est à Lucmau et la route départementale D115e12 qui commence dans le village et mène vers le nord-nord-est à Préchac.
L'accès le plus proche à l'autoroute A62 (Bordeaux-Toulouse) est celui de Langon (accès no 3) distant de 26 km par la route vers le nord-nord-est.
L'accès no 2 de Captieux à l'autoroute A65 (Langon-Pau) se situe à 16 km vers le sud-est.
La gare SNCF la plus proche est celle, distante de 28 km par la route vers le nord-nord-est, de Langon sur la ligne Bordeaux-Sète du TER Nouvelle-Aquitaine.

### Risques majeurs
Le territoire de la commune de Cazalis est vulnérable à différents aléas naturels : météorologiques (tempête, orage, neige, grand froid, canicule ou sécheresse), inondations, feux de forêts et séisme (sismicité très faible). Un site publié par le BRGM permet d'évaluer simplement et rapidement les risques d'un bien localisé soit par son adresse soit par le numéro de sa parcelle.
La commune a été reconnue en état de catastrophe naturelle au titre des dommages causés par les inondations et coulées de boue survenues en 1982, 1999, 2009 et 2020,.
Cazalis est exposée au risque de feu de forêt. Depuis le 20 avril 2016, les départements de la Gironde, des Landes et de Lot-et-Garonne disposent d’un règlement interdépartemental de protection de la forêt contre les incendies. Ce règlement vise à mieux prévenir les incendies de forêt, à faciliter les interventions des services et à limiter les conséquences, que ce soit par le débroussaillement, la limitation de l’apport du feu ou la réglementation des activités en forêt. Il définit en particulier cinq niveaux de vigilance croissants auxquels sont associés différentes mesures,.

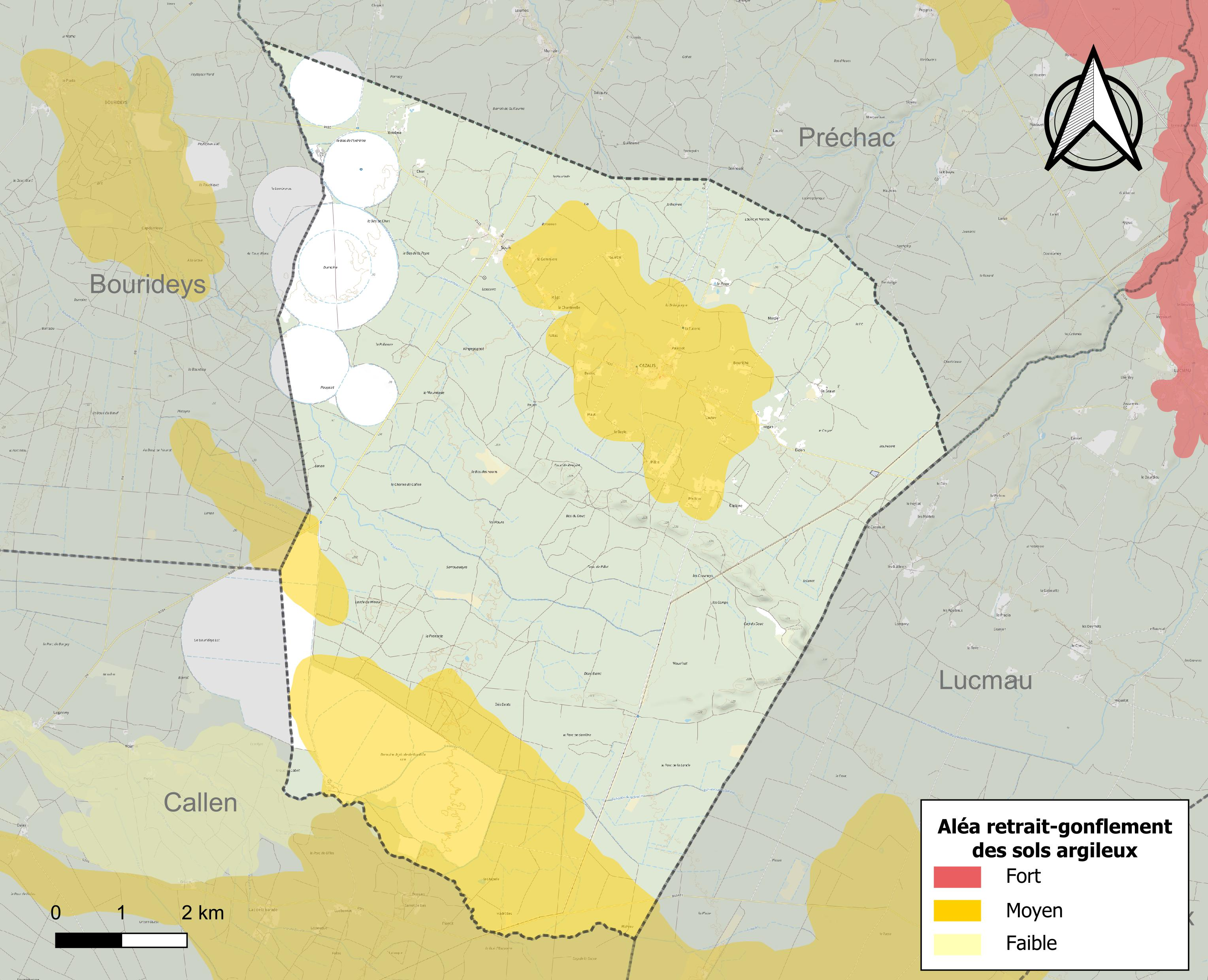
Carte des zones d'aléa retrait-gonflement des sols argileux de Cazalis.

Le retrait-gonflement des sols argileux est susceptible d'engendrer des dommages importants aux bâtiments en cas d’alternance de périodes de sécheresse et de pluie. 25,8 % de la superficie communale est en aléa moyen ou fort (67,4 % au niveau départemental et 48,5 % au niveau national). Sur les 171 bâtiments dénombrés sur la commune en 2019, 126 sont en aléa moyen ou fort, soit 74 %, à comparer aux 84 % au niveau départemental et 54 % au niveau national. Une cartographie de l'exposition du territoire national au retrait gonflement des sols argileux est disponible sur le site du BRGM,.
Par ailleurs, afin de mieux appréhender le risque d’affaissement de terrain, l'inventaire national des cavités souterraines permet de localiser celles situées sur la commune.
Concernant les mouvements de terrains, la commune a été reconnue en état de catastrophe naturelle au titre des dommages causés par des mouvements de terrain en 1999.

## Toponymie
Le toponyme est documenté sous les formes latine Casalicis (1363) et romane Casalis (XIVe siècle).
L'origine du nom de la commune est une formation romane Casal-iç basée sur le latin casalis (qui donne casau en gascon) augmenté d'un suffixe dérivatif -iceu-. Le terme casau, qui désigne aujourd'hui « le jardin, les terres dépendant de la maison » a pris (comme hors de la Gascogne, casal ou chasal) le sens de « domaine agricole », s'appliquant ici à une propriété des Templiers.

## Histoire
Au Moyen Âge, la paroisse de Cazalis fait partie intégrante du village de Préchac et dépend du seigneur de Cazeneuve puis de la famille d’Albret au XIVe siècle. Érection de la section de Cazalis, commune de Préchac, en commune distincte par décret impérial du 20 juin 1857,.

## Politique et administration

### Administration municipale
Le nombre d'habitants de la commune étant compris entre 100 et 500, le nombre de membres du conseil municipal est de 11 bien que le site de la mairie n'en présente que neuf.

### Liste des maires

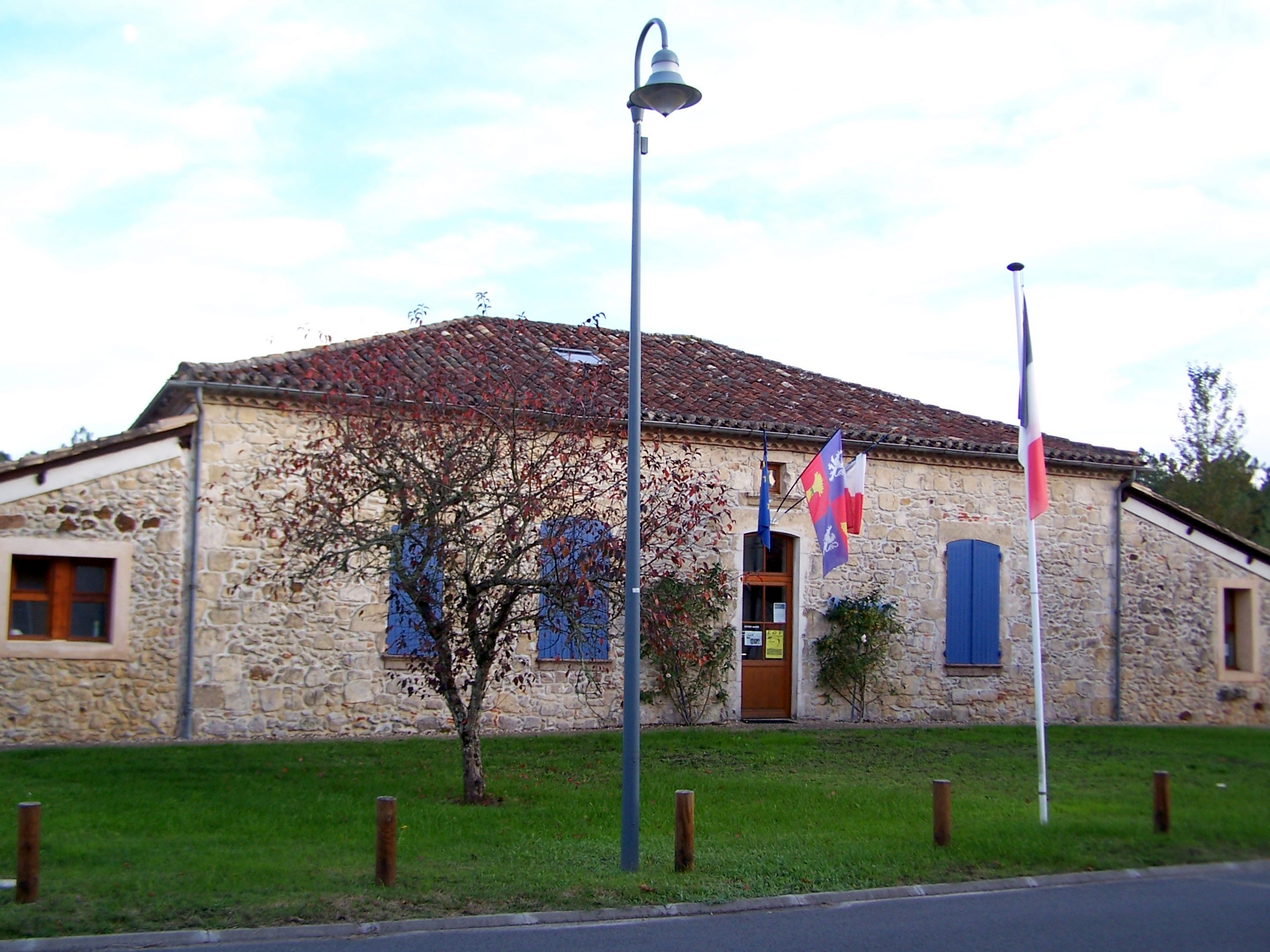
Le bâtiment de la mairie (oct. 2012)

| Période                                  | Période  | Identité              | Étiquette | Qualité  |
| ---------------------------------------- | -------- | --------------------- | --------- | -------- |
| 1857                                     | 1869     | Pierre Martin         |           |          |
| 1869                                     | 1871     | François Duluc        |           |          |
| 1871                                     | 1875     | Jean Coutures         |           |          |
| 1875                                     | 1898     | Jean-Fernand Coutures |           |          |
| 1898                                     | 1900     | François Lobis        |           |          |
| 1900                                     | 1919     | Jean-Fernand Coutures |           |          |
| 1919                                     | 1921     | Frantz Coutures       |           |          |
| 1921                                     | 1925     | Maurice Réglat        |           |          |
| 1925                                     | 1935     | Marcel Méoule         |           |          |
| 1935                                     | 1944     | Pierre Fougère        |           |          |
| 1944                                     | 1959     | Jean Gilles           |           |          |
| 1959                                     | 1971     | Georges Lartigue      |           |          |
| 1971                                     | 1977     | André Cardouat        |           |          |
| 1977                                     | 2001     | Françoise Giresse     | DVD       |          |
| mars 2001                                | En cours | Jean-Claude Lassalle  |           | Retraité |
| Les données manquantes sont à compléter. |          |                       |           |          |

### Politique environnementale
La commune a mis en place le tri sélectif. La responsabilité de collecte des déchets relève de la communauté de communes. Celle-ci fait également la promotion du compostage.

### Jumelages
En 2020, Cazalis n'est jumelée avec aucune commune.

### Communauté de communes
Le 1er janvier 2014, la communauté de communes du canton de Villandraut ayant été supprimée, la commune de Cazalis s'est retrouvée intégrée à la communauté de communes du Sud Gironde siégeant à Mazères.

## Population et société

### Démographie
L'évolution du nombre d'habitants est connue à travers les recensements de la population effectués dans la commune depuis 1861. Pour les communes de moins de 10 000 habitants, une enquête de recensement portant sur toute la population est réalisée tous les cinq ans, les populations de référence des années intermédiaires étant quant à elles estimées par interpolation ou extrapolation. Pour la commune, le premier recensement exhaustif entrant dans le cadre du nouveau dispositif a été réalisé en 2008.

En 2022, la commune comptait 255 habitants, en évolution de +7,14 % par rapport à 2016 (Gironde : +6,91 %, France hors Mayotte : +2,11 %).
| 1861 | 1866 | 1872 | 1876 | 1881 | 1886 | 1891 | 1896 | 1901 |
| ---- | ---- | ---- | ---- | ---- | ---- | ---- | ---- | ---- |
| 845  | 862  | 846  | 848  | 818  | 812  | 740  | 676  | 677  |

| 1906 | 1911 | 1921 | 1926 | 1931 | 1936 | 1946 | 1954 | 1962 |
| ---- | ---- | ---- | ---- | ---- | ---- | ---- | ---- | ---- |
| 702  | 630  | 539  | 521  | 465  | 391  | 343  | 283  | 231  |

| 1968 | 1975 | 1982 | 1990 | 1999 | 2006 | 2008 | 2013 | 2018 |
| ---- | ---- | ---- | ---- | ---- | ---- | ---- | ---- | ---- |
| 199  | 180  | 158  | 177  | 179  | 210  | 219  | 242  | 234  |

| 2022 | - | - | - | - | - | - | - | - |
| ---- | - | - | - | - | - | - | - | - |
| 255  | - | - | - | - | - | - | - | - |

### Enseignement
La commune administre une école élémentaire de 26 élèves.

### Santé
La commune voisine de Villandraut disposera début 2013 d'une maison de santé regroupant les médecins et personnel para-médical du canton.

### Sports
Les équipements sportifs communaux (court de tennis et fronton) sont en accès libre.

### Cultes
Le culte catholique est célébré dans l'église Sainte-Madeleine au sein du secteur paroissial de « Villandraut – Saint Symphorien » de l'archidiocèse de Bordeaux.

## Économie

### Revenus de la population et fiscalité
En 2010, le revenu fiscal médian par ménage était de 29 688 €, ce qui plaçait Cazalis au 14 572e rang parmi les 31 525 communes de plus de 39 ménages en métropole.

### Emploi
En 2009, la population âgée de 15 à 64 ans s'élevait à 153 personnes, parmi lesquelles on comptait 61,5 % d'actifs dont 54,1 % ayant un emploi et 7,4 % de chômeurs.
On comptait 24 emplois dans la commune, contre 28 en 1999. Le nombre d'actifs ayant un emploi résidant dans la commune étant de 84, l'indicateur de concentration d'emploi est de 29,2 %, ce qui signifie que la commune offre approximativement un peu plus d'un emploi pour quatre Cazalisiens actifs.

### Entreprises et commerces
Au 31 décembre 2010, Cazalis comptait 38 établissements : dix-sept dans l'agriculture-sylviculture-pêche, deux dans l'industrie, un dans la construction, douze dans le commerce-transports-services divers et six étaient relatifs au secteur administratif.
En 2011, une entreprise a été créée à Cazalis.

## Culture locale et patrimoine

### Monuments et lieux touristiques
- Église Sainte-Madeleine de Cazalis.

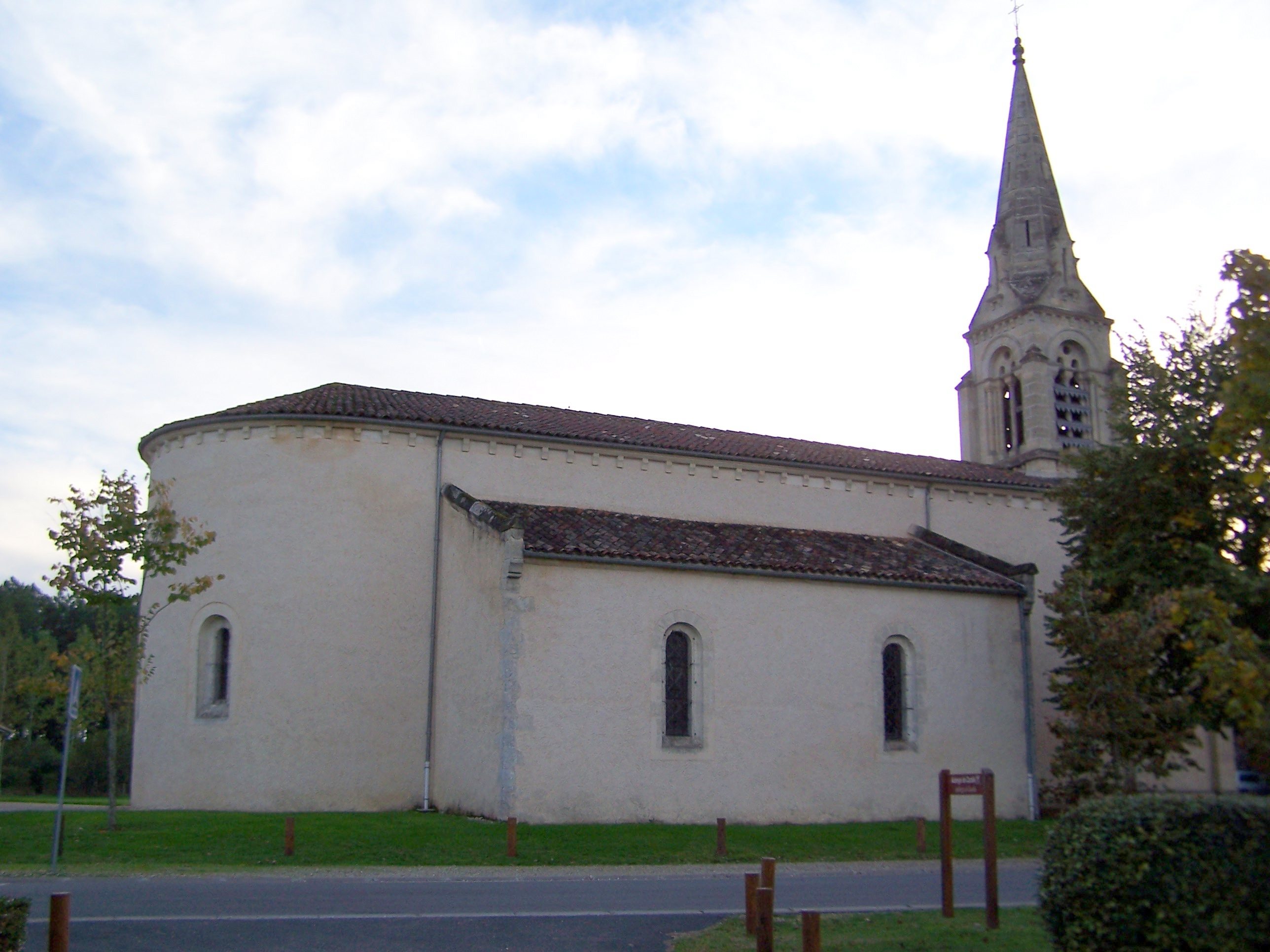
Vue nord-est de l'église Sainte-Madeleine (oct. 2012)
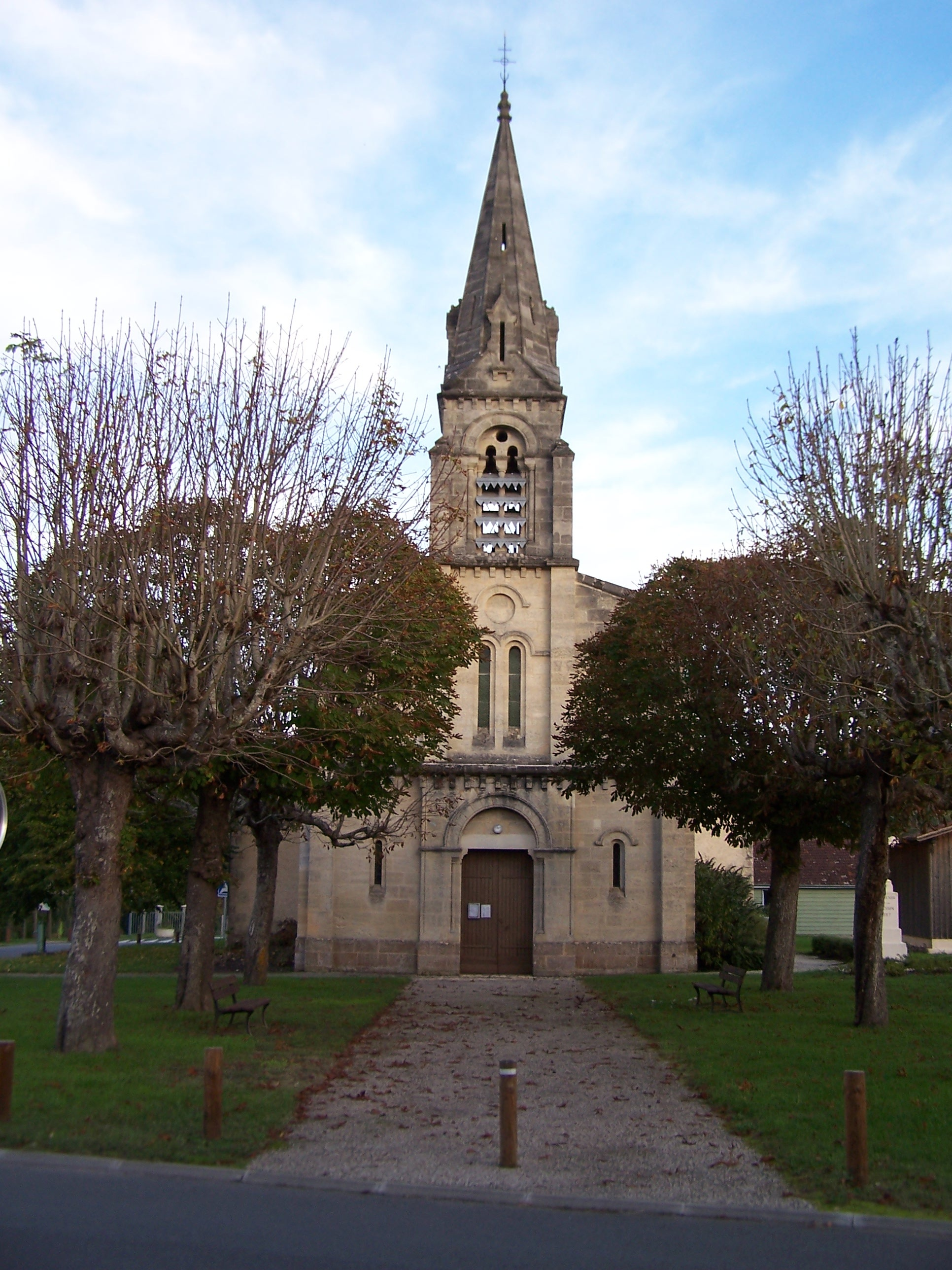
L'église Sainte-Madeleine, façade ouest (oct. 2012)
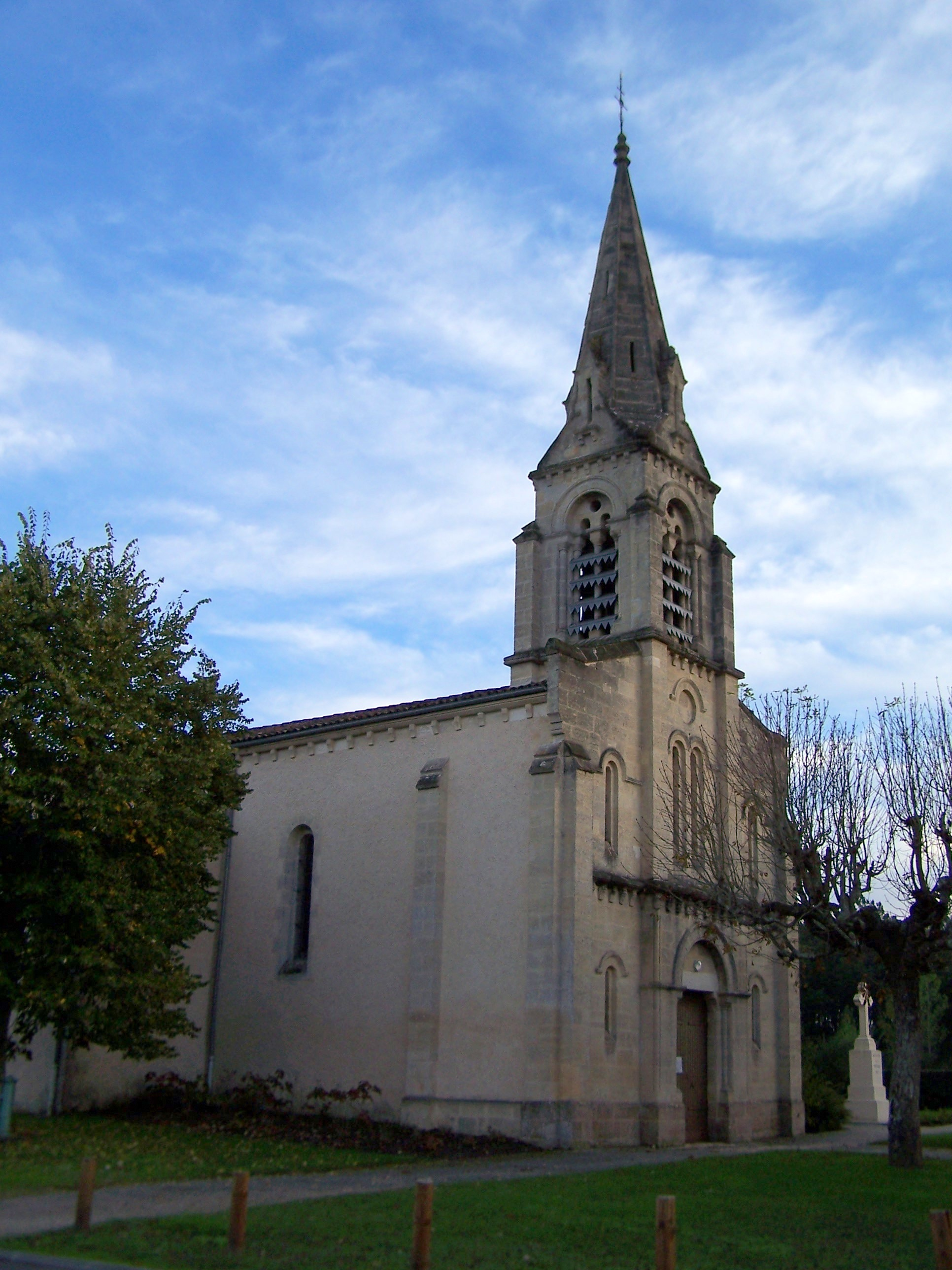
Vue nord-ouest de l'église (oct. 2012)
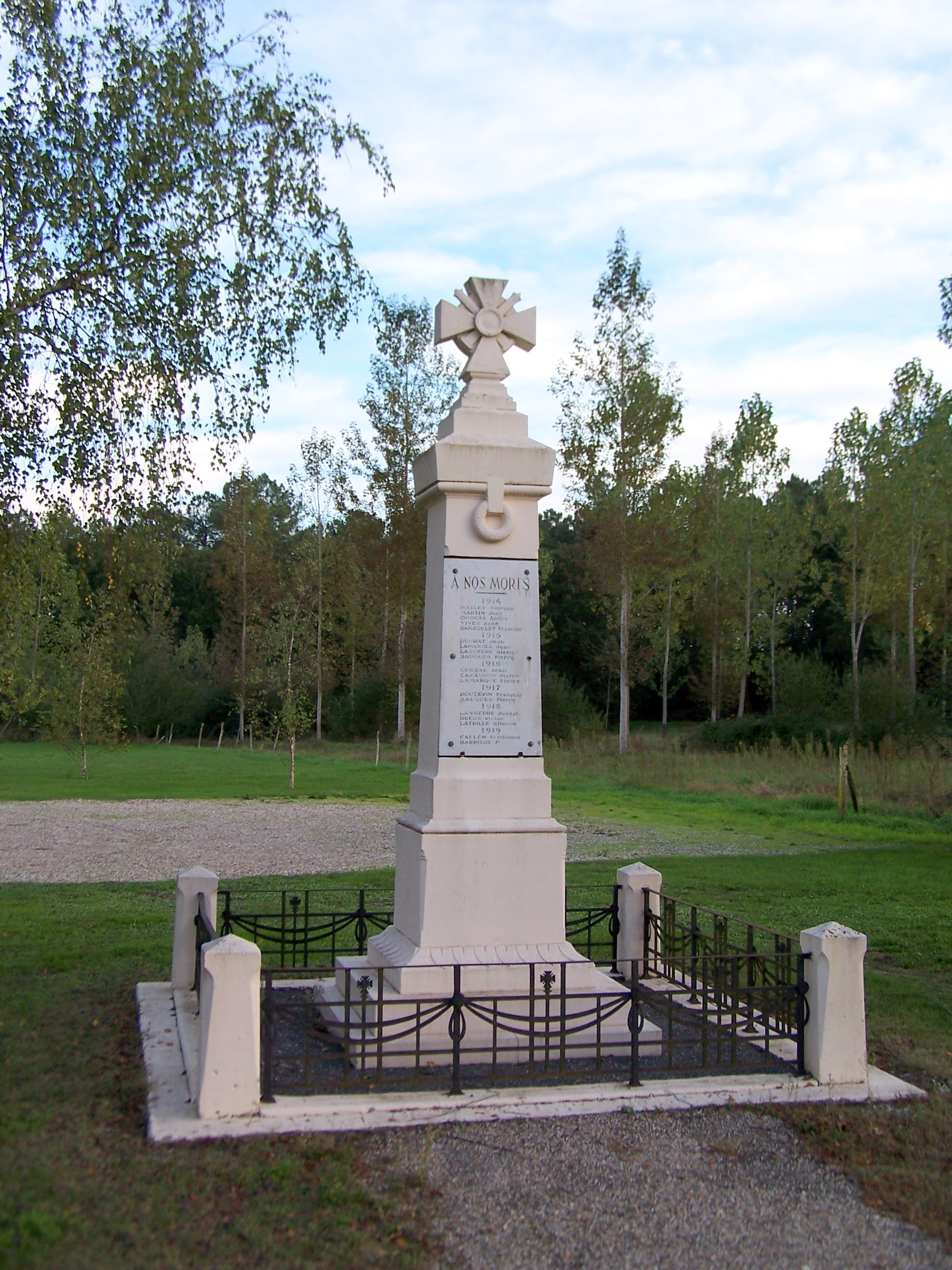
Le monument aux morts devant l'église (oct. 2012)